# Euridice (Peri)
Pour les articles homonymes, voir Eurydice (homonymie).

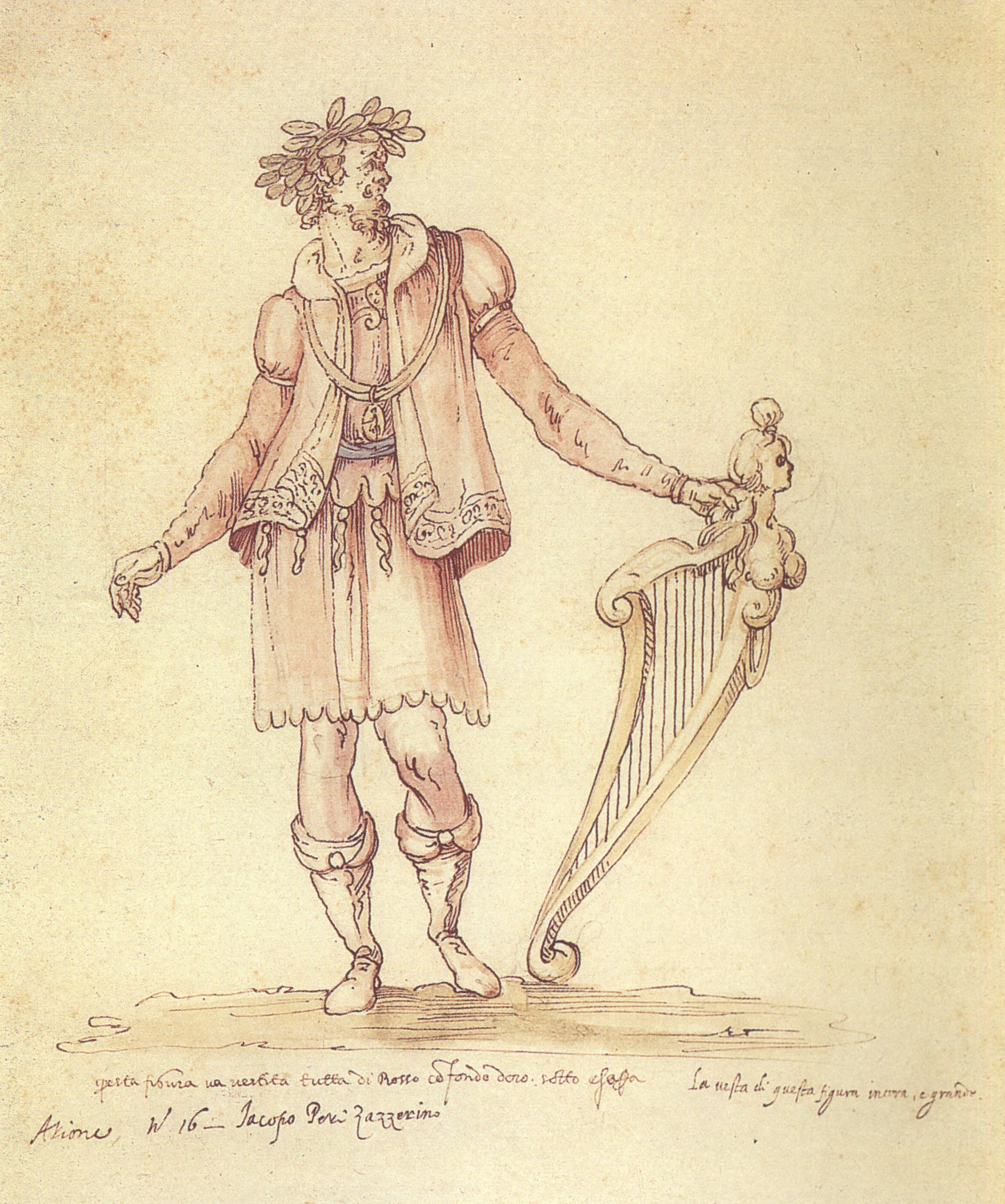
Jacopo Peri dans le rôle d'Orphée.

Euridice est un opéra italien composé par Jacopo Peri en 1600 sur un livret d'Ottavio Rinuccini (d'après le mythe d'Orphée). 

## Composition
L'Euridice de Peri est considéré comme le premier opéra véritable, même si Peri avait apparemment déjà composé un Dafne (créé en 1598, perdu), et participé à la composition des intermezzi de La Pellegrina en 1589, qui était une sorte de proto-opéra. 
Le livret d'Ottavio Rinuccini tire son argument des livres X et XI des Métamorphoses d'Ovide, qui est une version canonique du mythe d'Orphée : l'histoire de ce musicien fabuleux dont le chant enchantait même les bêtes féroces, et qui à la mort de sa bien-aimée et toute récente épouse, la nymphe Eurydice va descendre aux Enfers pour tenter d'émouvoir Pluton dans l'espoir de revoir sa dulcinée. Il s'agit du premier opéra abordant ce mythe, qui deviendra l'argument le plus populaire du genre : en moins de vingt ans, Peri, Caccini, mais aussi Monteverdi, Domenico Belli et Stefano Landi composèrent chacun un opéra sur ce thème. 
Pour la composition musicale, Jacopo Peri se fit aider de Giulio Caccini, qui avait déjà participé avec lui à l'aventure de La Pellegrina, et représentera lui-même son propre Euridice en 1602.
D'un point de vue musical, l'Euridice met en place de nombreux codes qui deviendront canoniques dans l'opéra. Notamment, il introduit la succession des parties en solo lyrique, en duo et en chœur. Il alterne aussi des passages plus ou moins dramatisés auxquels correspond un phrasé plus ou moins chanté, ce qui va du langage parlé normalement à l'aria en passant par le récitatif. De même, la complexité des harmonies et le nombre d'instruments en jeu se veulent signifiants dramaturgiquement. Par ailleurs, chaque personnage semble avoir, en plus de sa tessiture de voix, une base harmonique qui lui correspond, et sur laquelle vient s'ajouter la tonalité particulière de chaque scène. On note enfin déjà des audaces musicales, comme le recours à des exclamations arythmiques, à la dissonance, ou à des extravagances burlesques de la basse.

## Représentation
L’œuvre fut représentée pour la première fois le 6 octobre 1600 devant Ferdinand Ier de Médicis, grand duc de Toscane et Christine de Lorraine, princesse de Lorraine, en leur Palais Pitti à Florence, qui avait déjà accueilli La Pellegrina onze ans plus tôt (à l'occasion de leurs noces).
Lors de la première, ce fut Jacopo Peri lui-même qui joua le rôle d'Orphée. Les autres chanteurs étaient Giulio Caccini, sa fille Francesca Caccini, et d'autres musiciens de l'entourage des Caccini.

## Rôles

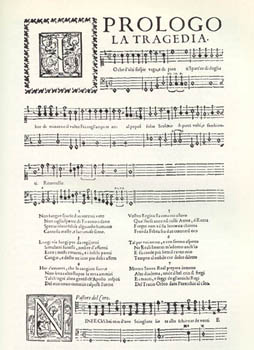
Le Prologue.

| Rôle                 | Voix                     | Créateur                        |
| -------------------- | ------------------------ | ------------------------------- |
| La Tragedia          | soprano castrat          |                                 |
| Euridice             | soprano                  | Vittoria Archilei               |
| Orphée               | tenor                    | Jacopo Peri                     |
| Arcetro, un berger   | contralto castrat        | Antonio Brandi                  |
| Tirsi, un berger     | tenor                    | Francesco Rasi                  |
| Aminta, un berger    | tenor                    | Francesco Rasi                  |
| Dafne, une messagère | soprano garçon           | Jacopo Giusti                   |
| Venere               | soprano castrat travesti | La même personne que Proserpina |
| Plutone              | basse                    | Melchior Palantrotti            |
| Proserpina           | soprano castrat travesti | La même personne que Venere     |
| Radamanto            | tenor                    | Piero Mon                       |
| Caronte              | basse                    |                                 |